# Białobrzegi (wieś w powiecie legionowskim)

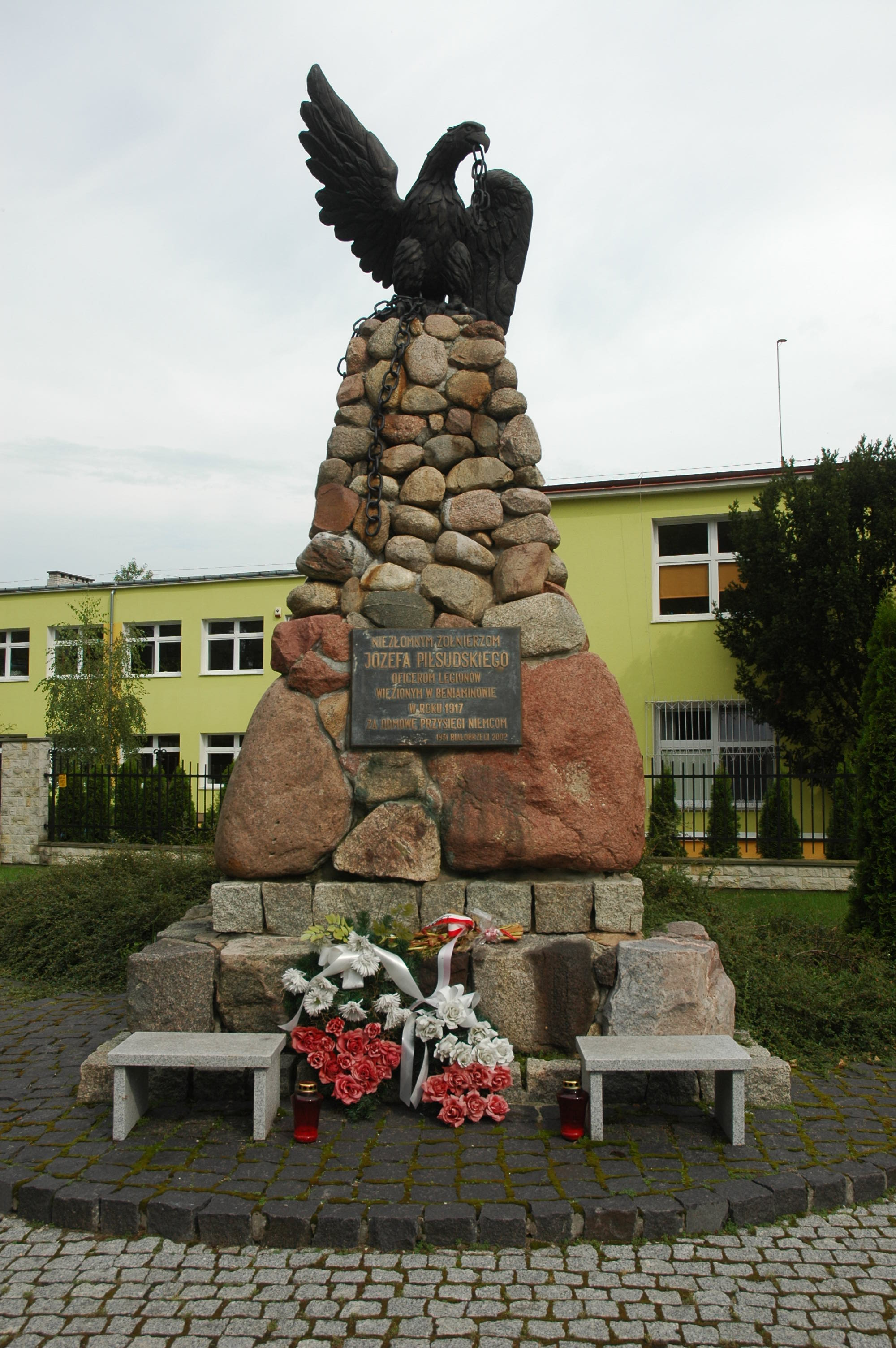
Pomnik ku czci żołnierzy Jozefa Pilsudskiego internowanych za odmowę złożenia przysięgi na wierność i braterstwo broni wojskom Niemiec i Austro – Węgier

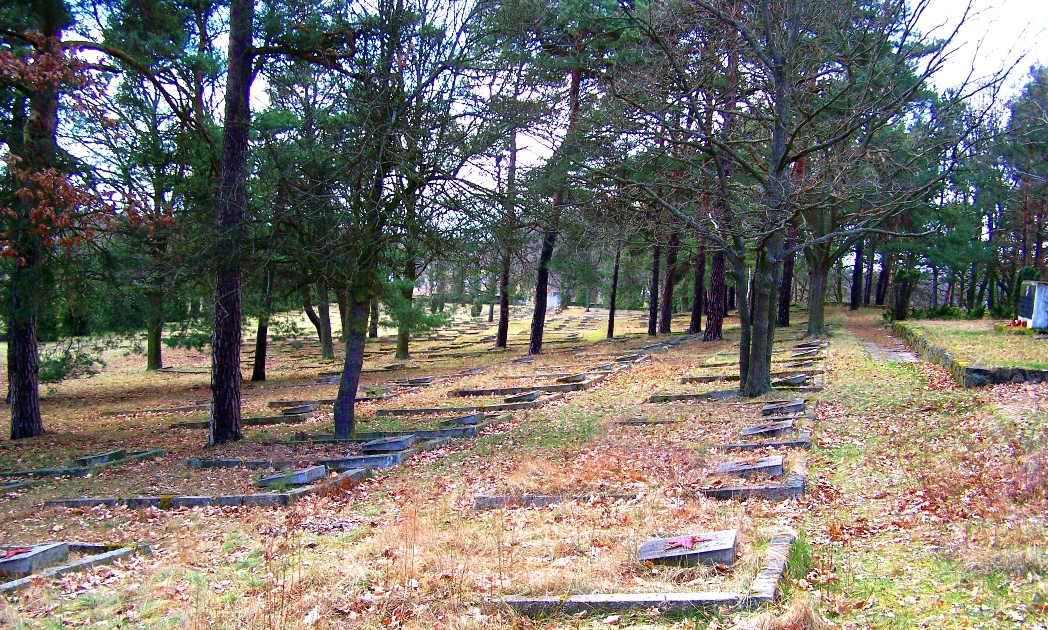
Cmentarz jeńców wojennych między Beniaminowem a Białobrzegami

Białobrzegi – wieś sołecka w Polsce, położona w województwie mazowieckim, w powiecie legionowskim, w gminie Nieporęt.
W latach 1975–1998 miejscowość należała administracyjnie do województwa warszawskiego.
Według stanu na dzień 29 października 2008 roku sołectwo posiadało 2158 ha powierzchni i 1208 mieszkańców.

## Pomnik
Pomnik zaprojektowany w 1931 roku przez inż. Rudnickiego oraz Żelażowskiego został odbudowany w 2002 roku staraniem mieszkańców. Zbudowany ku czci żołnierzy Józefa Piłsudskiego, oficerów legionów internowanych przez Niemców w 1917 roku, za odmowę złożenia przysięgi na wierność i braterstwo broni wojskom Niemiec i Austro-Węgier oraz państw z nimi sprzymierzonych. Żołnierze ci zostali zakwaterowani w budynkach koszarowych niedaleko Fortu Beniaminów w Białobrzegach.

## Parafia
Na początku lat 80 proboszcz Nieporętu ks. kanonik Czesław Bednarczyk zaczął wznosić w Białobrzegach dom katechetyczny. Kiedy nauka religii powróciła do szkół budowę przerwano. 
W 1991 r. do pracy duszpasterskiej w jednostce wojskowej w Białobrzegach został skierowany ks. Krzysztof Krzesiński z parafii garnizonowej w Legionowie. Pierwsze msze święte odprawiano w klubie garnizonowym.
W lipcu 1993 r. na mocy porozumienia biskupów warszawsko-praskiego z polowym budynek katechetyczny został przerobiony na kościół i poświęcony 18 listopada 1993 r. Świątynia miała służyć zarówno cywilom jak i wojskowym i ich rodzinom.
W rok później bp Kazimierz Romaniuk erygował w Białobrzegach parafię. Nosi ona wezwanie bł. Karoliny Kózkówny. Jej pierwszym proboszczem został ks. Krzysztof Krzesiński, który jednocześnie - w stopniu majora rezerwy - pełnił funkcję kapelana pomocniczego w miejscowej jednostce wojskowej.
W prawym skrzydle prezbiterium białobrzeskiej świątyni umieszczono obraz Matki Bożej Ostrobramskiej. W lewym znajdują się relikwie bł. Karoliny Kózkówny sprowadzone do kościoła w 1998 r. Na ścianie środkowej umieszczono 2,5-metrowy krzyż z namalowaną na płótnie figurą Chrystusa. Po prawej stronie krzyża znajduje się tabernakulum z symbolem Baranka na tle krzyża i złotego okręgu. Kościół oświetlają dwa płaskie żyrandole wykonane z czarnych prętów i mosiężnych łusek po nabojach, oraz 12 kinkietów. 
Obecnie parafia w Białobrzegach jest jedynie parafią cywilną diecezji warszawsko-praskiej. W Białobrzegach istnieje również Wojskowy Ośrodek Duszpasterski podległy probostwu garnizonowemu w Legionowie. OD 1999 r. parafia posiada w Ryni kaplicę filialną Matki Bożej Nieustającej Pomocy.

## Galeria

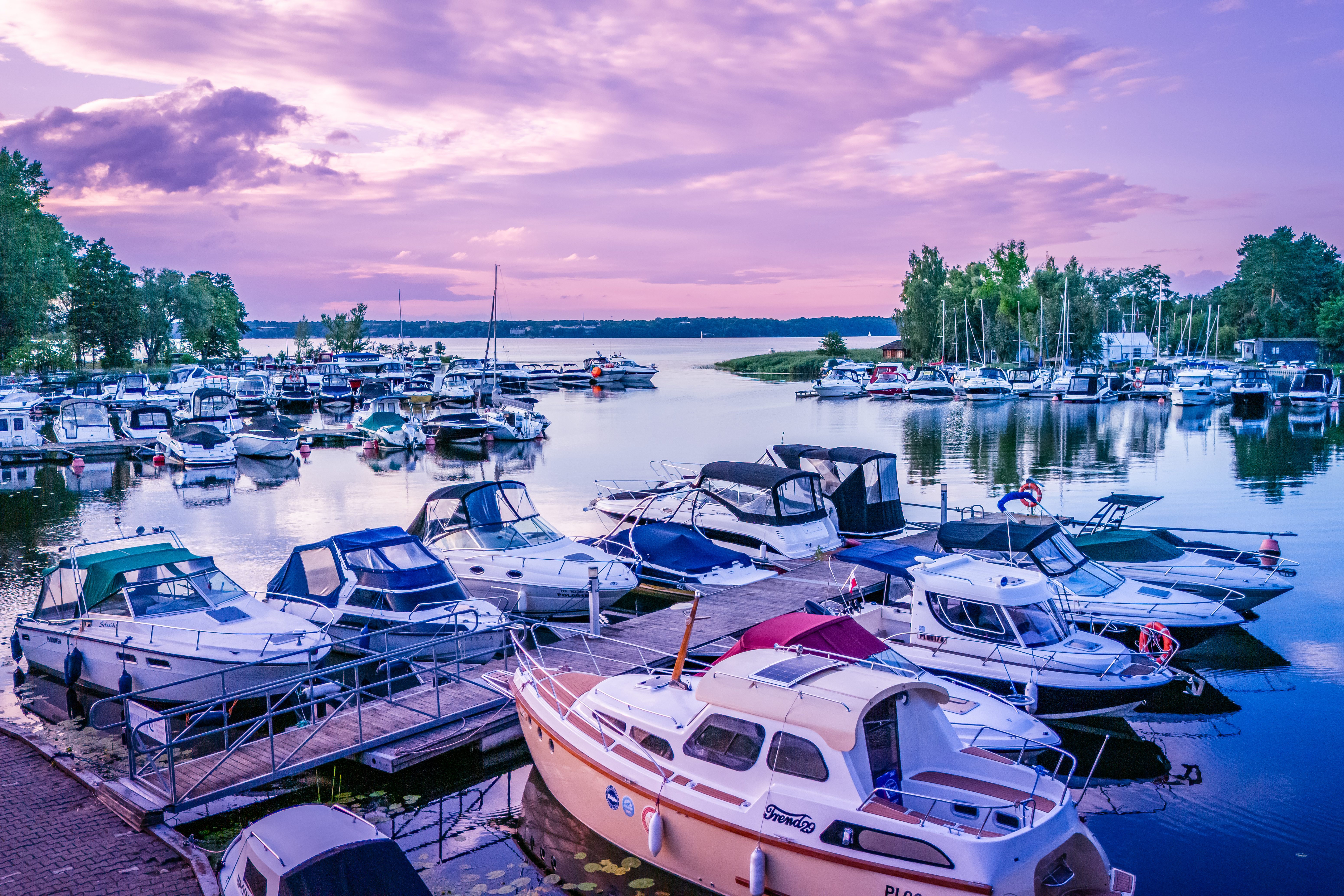
Port Nieporęt
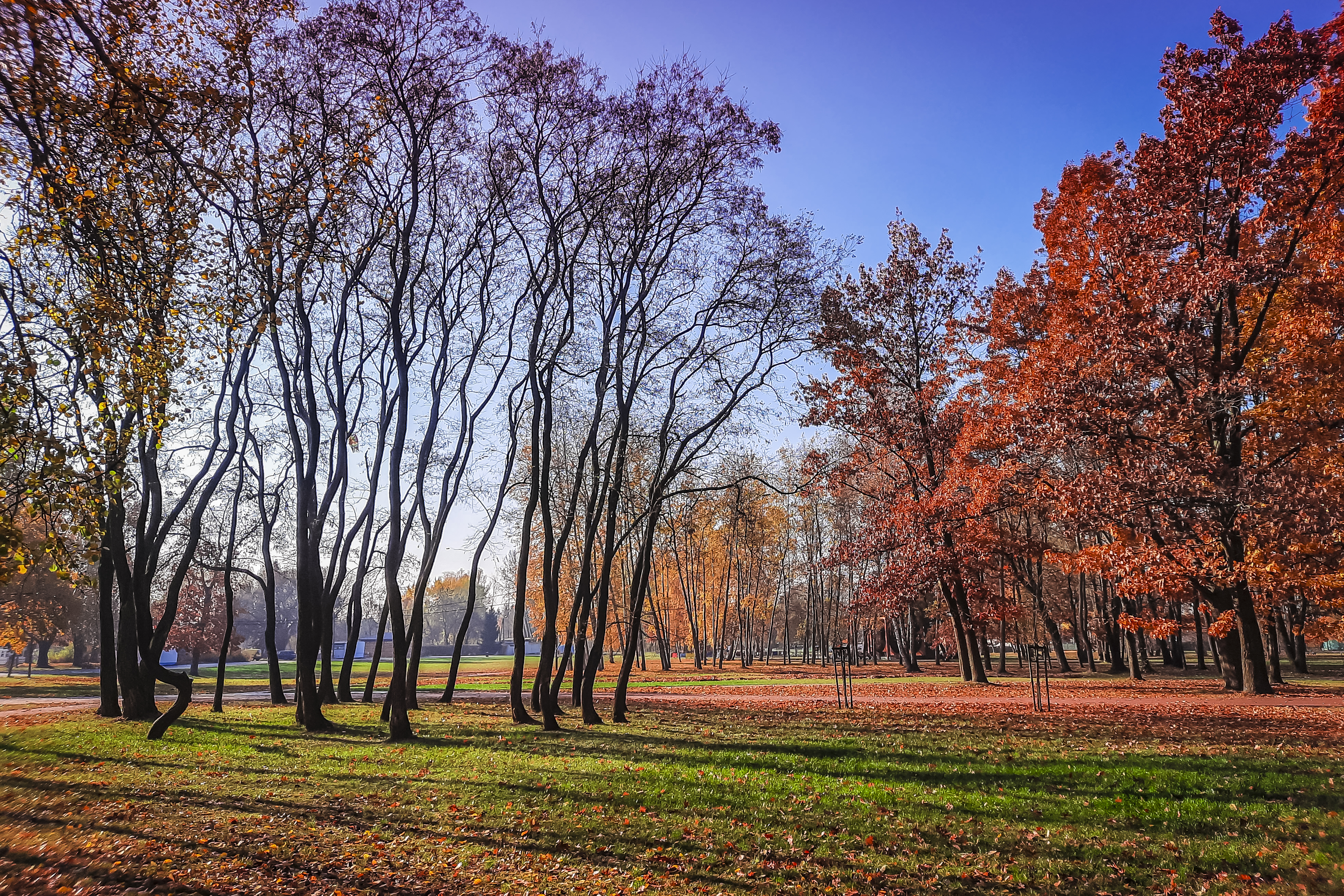
Kompleks rekreacyjny w porcie
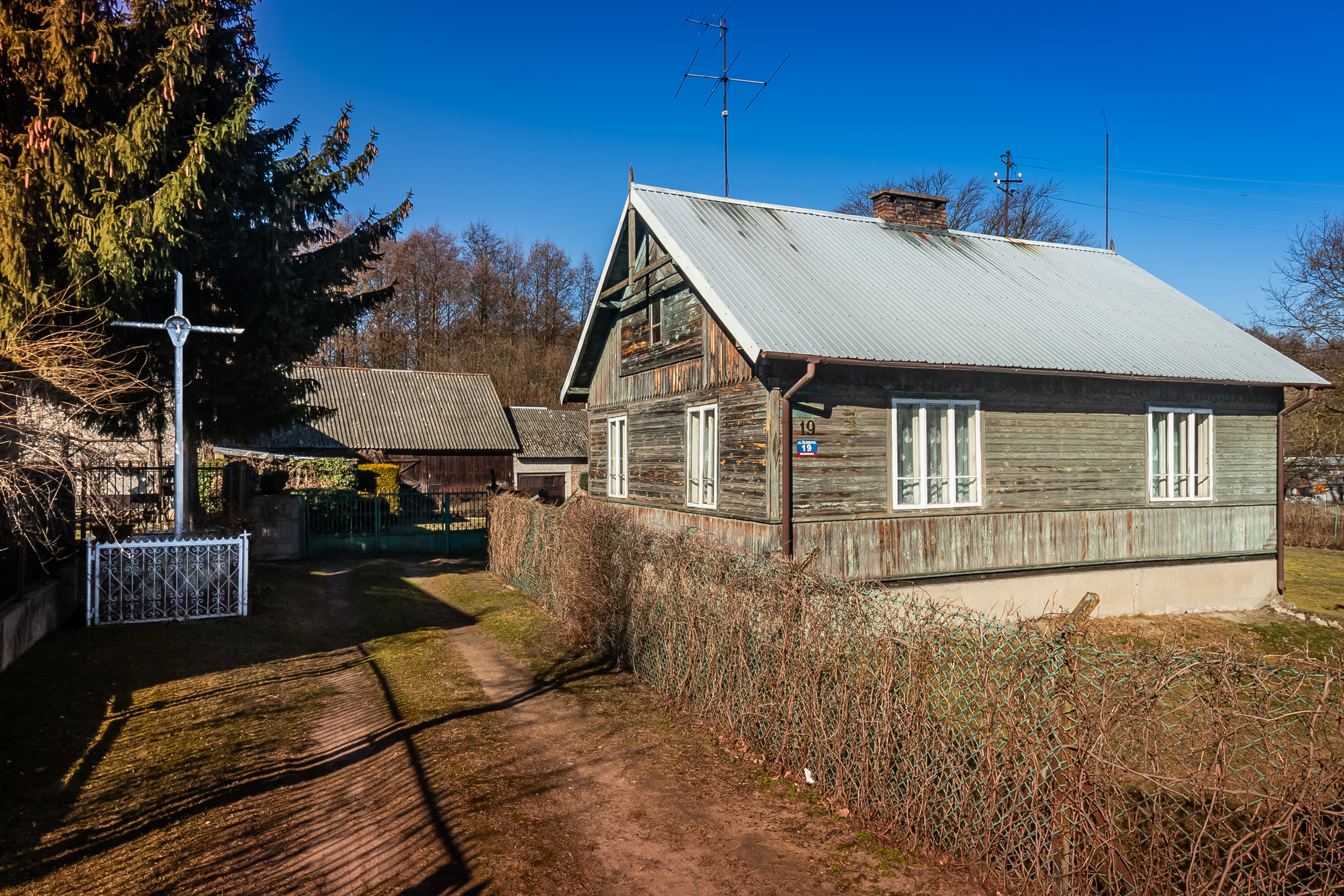
Ul. Wczasowa 19, krzyż z 1982r.
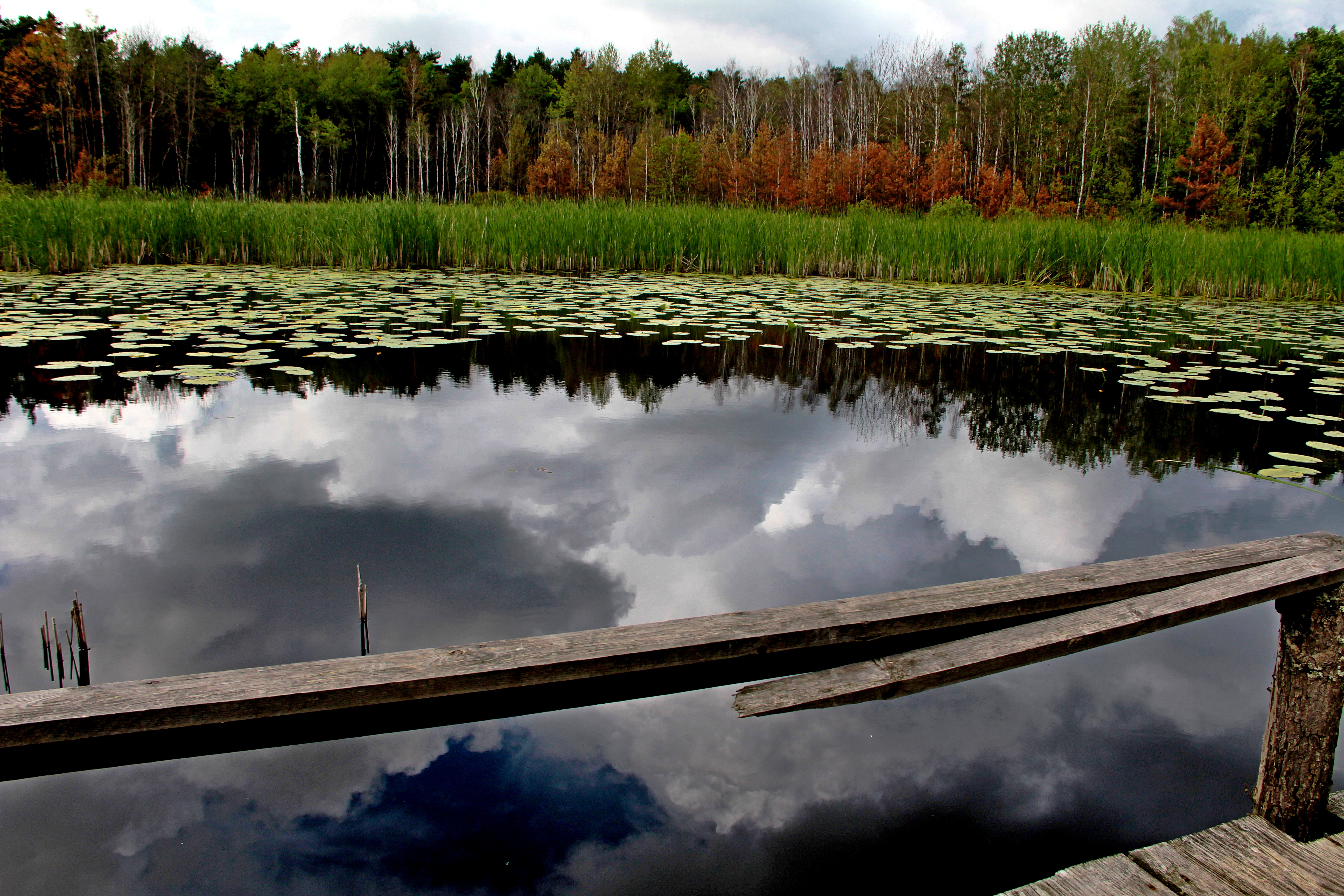
Jezioro Parów Karski
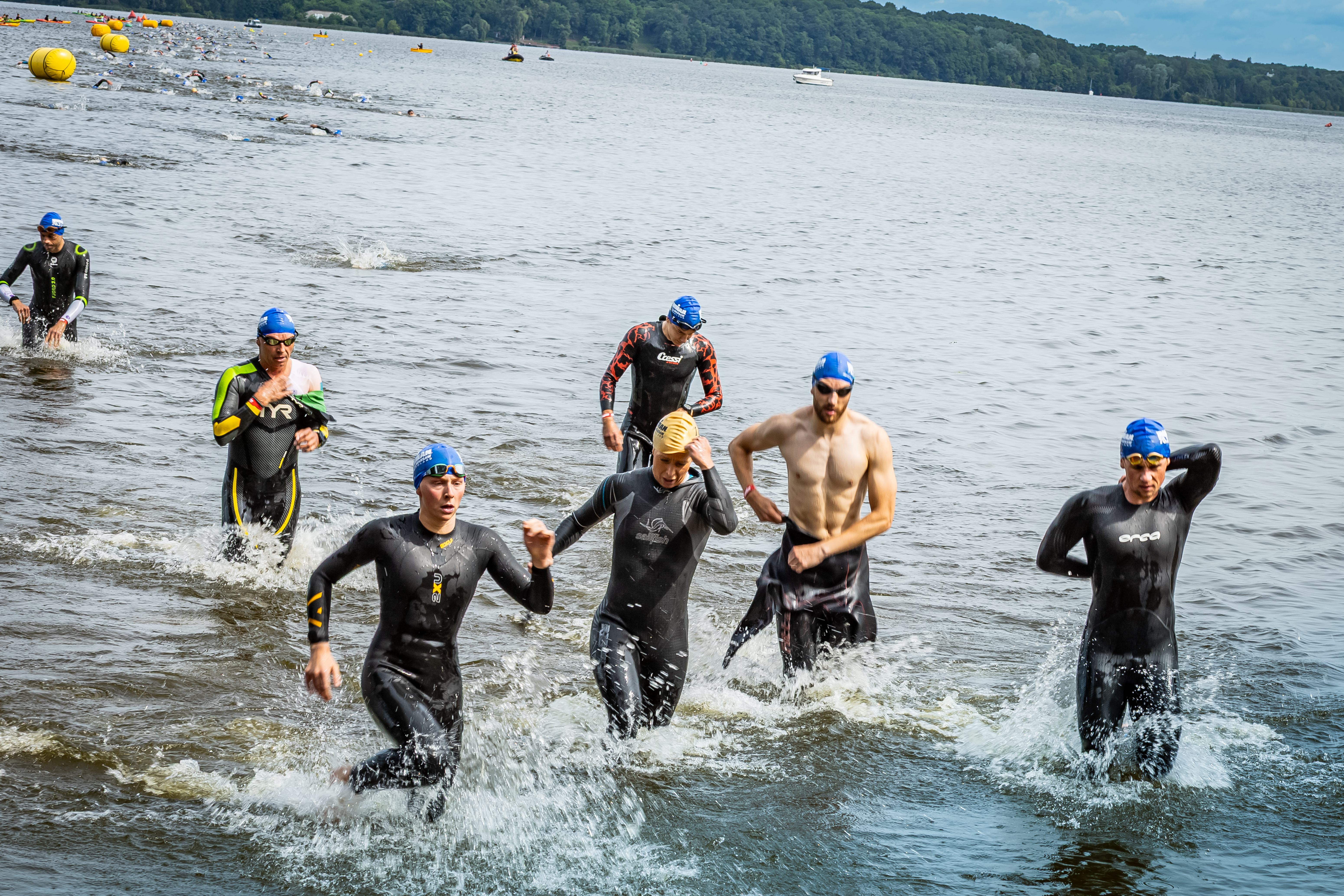
zawody triathlon Ironman w porcie Nieporęt
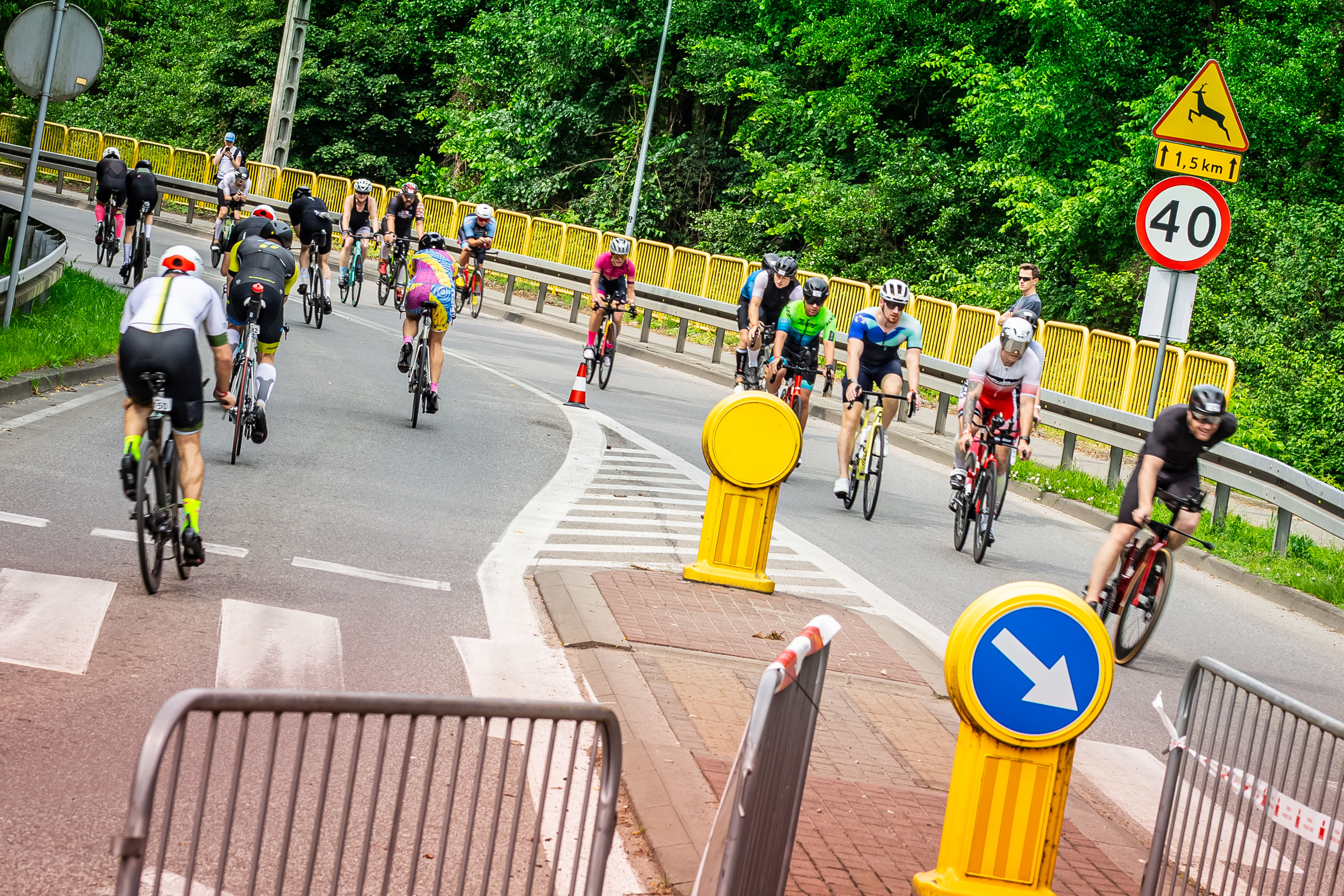
zawody triathlon Ironman w Białobrzegach